# Дніпропетровський апеляційний господарський суд

Юрисдикція суду

Дніпропетро́вський апеляці́йний господа́рський суд — колишній апеляційний господарський суд загальної юрисдикції, розміщений у місті Дніпро. Юрисдикція суду поширювалася на Дніпропетровську та Кіровоградську області.
Утворений 2001 року.
Суд здійснював правосуддя до початку роботи Центрального апеляційного господарського суду, що відбулося 3 жовтня 2018 року.

## Керівництво
Голова суду — Парусніков Юрій Борисович
 Заступник голови суду — Науменко Іван Мефодійович
 Керівник апарату — Нурулаєва Ганна Юріївна.

## Показники діяльності у 2015 році
- Перебувало на розгляді справ — 4622
  - надійшло у 2015 році — 4301
- Розглянуто — 2932[7].